# Умань (телекомпанія)
Комунальне підприємство «Телекомпанія «Умань» — комунальна телерадіокомпанія, яка здійснює мовлення в місті Умань та частково в Уманському, Христинівському, Тальнівському, Маньківському районах Черкаської області та Новоархангельському районі Кіровоградської області.

## Історія
Комунальне підприємство «Телекомпанія Умань», було створено  рішенням Уманської міської ради IV скликання № 20-40/4  від 22.12.2004р., на виконання Закону України «Про місцеве самоврядування в Україні».
Національна рада України з питань телебачення і радіомовлення видала ліцензію на право користування кабельним каналом телевізійного мовлення НР № 2275 від 15.07.2005 року.
Фінансово-господарську діяльність підприємство розпочало з 5 липня 2005 року, мовлення з 18 вересня 2005 року спочатку в кабельній мережі м. Умані, а з 10 листопада 2006 року в ефірі 58 ТВК відповідно до ліцензії серії НР №2592 від 10 травня 2006 року, виданої Національною радою України з питань телебачення і радіомовлення.

## Сітка мовлення
| Програма    | Канал  | День тижня | Час з | Час по |
| ----------- | ------ | ---------- | ----- | ------ |
| ТК Умань КП | 58 ТВК | Будні      | 06:00 | 08:00  |
| ТК Умань КП | 58 ТВК | Будні      | 19:00 | 20:00  |
| ТК Умань КП | 58 ТВК | Вихідні    | 09:00 | 12:00  |